# Zimmer 213
Zimmer 213 (Originaltitel: Rum 213) ist ein schwedischer Jugend-Horrorfilm. Der Film wurde für den schwedischen Rundfunk Sveriges Television (SVT) gedreht.

## Handlung
Die zwölfjährige Schülerin Elvira soll sich in einem Ferienlager das Zimmer 207 mit den beiden Mädchen Meja und Bea teilen. Da es dort jedoch zu einem Wasserschaden kam, weisen ihnen Björn und Jennifer, die Leiter des Lagers, das seit Jahren unbenutzte Zimmer 213 zu.
Nach ihrer ersten Nacht kann Elvira den von ihrer Oma geerbten Ring nicht mehr auffinden. Elvira schickt daraufhin Meja eine Nachricht, in der sie schreibt, dass sie weiß, dass sie den Ring genommen hätte und unterzeichnet die Nachricht als Gespenst des Raumes 213. Bei einem Lagerfeuer sitzend erzählt das Mädchen Henny, dass auch ihre Mutter vor längerer Zeit im Lager gewesen sei und dass diese jede Nacht beobachtet hätte, wie sich die Zimmertür eines Raums langsam geöffnet hätte, ohne dass eine Person anwesend gewesen wäre. Eines Nachts hätte Hennys Mutter in einem Spiegel ein Mädchen in einem weißen Kleid gesehen, das sie anstarrte.
Im Raum 213 beginnen die drei Mädchen zu diskutieren, ob sich in ihrem Zimmer ein Geist aufhält. Elvira gibt ihm den Namen „Mebel“. Bea beginnt schließlich, in den Nächten zu merken, wie sich die Zimmertür öffnet und sie sieht – wie in Hennys Erzählung – ein Mädchen auftauchen. Elvira entdeckt später beim Versteckspiel einen Schriftzug, bei dem von „Mebel und Hjördis“ gesprochen wird. Am Tag der Abreise finden sie eine alte Todesanzeige des 12-jährigen Mädchens Mebel. Auf Mejas erneut aufgetauchter Kamera entdecken sie schließlich ein Video von Mebel. Der Film endet mit Mebels Aufforderung, sie zu finden.

## Produktion
Der Film basiert auf dem Buch Rum 213 der schwedischen Autorin Ingelin Angerborn. Der Film wurde erstmals auf dem Filmfestival Göteborg am 19. Januar 2017 gezeigt. Premiere in Deutschland feierte er auf dem Filmfest München im gleichen Jahr.

## Rezension
Sigurd Vik vom norwegischen Rundfunk Norsk rikskringkasting (NRK) gab dem Film vier von sechs Punkten und erklärte, dass es sich um einen soliden Film handele. Sie kritisierte, dass zum Teil zu einfache Effekte eingesetzt werden, um das Geschehen zu erklären und die Filmmusik nicht immer passe. Sofia Olsson vom schwedischen Rundfunk SVT vergab drei von fünf Punkten und schrieb, dass die jungen Schauspieler mehr Hilfe gebraucht hätten, um ihre Texte natürlicher zu sprechen. Laut der Filmseite kritiker.se erhielt der Film in zehn schwedischen Kritiken im Schnitt 3,1 von fünf Bewertungspunkten.